# Blithfield Hall
Blithfield Hall (prononcé localement comme Bliffield) est une maison de campagne privée classée Grade I dans le Staffordshire, en Angleterre, à environ 9 milles (14 km) à l'est de Stafford, 7 milles (11 km) au sud-ouest d'Uttoxeter et 5 milles (8,04672 km) au nord de Rugeley.

## Histoire

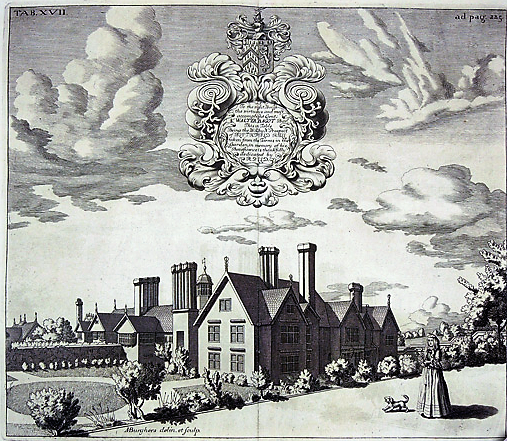
Blithfield Hall : le premier enregistrement connu de la maison est cette gravure des façades nord et ouest, tirée de l'histoire naturelle du Dr Plot du Staffordshire (1686). La coupole au-dessus de la salle est visible à gauche du grand pignon central.

La maison, avec ses tours et ses murs crénelés, est la demeure de la famille Bagot depuis la fin du XIVe siècle. La maison actuelle est principalement élisabéthaine, avec une façade gothique ajoutée dans les années 1820 sur un dessin probablement de John Buckler. La décoration de la maison est réalisée par le plâtrier de style gothique, Francis Bernasconi (en) .
En 1945, la maison, alors dans un état négligé et délabré, est vendue par Gérald Bagot, 5e baron Bagot, avec ses 650 acres (263,0456673 ha) de terrain à la South Staffordshire Waterworks Company, dont l'intention était de construire un réservoir (achevé en 1953). Le 5e baron meurt en 1946 après avoir vendu une grande partie du contenu de la maison. Son successeur et cousin Caryl Bagot, 6e baron Bagot, rachète la propriété et 30 acres (12,14056926 ha) de terrain de la compagnie des eaux et entame un vaste programme de rénovation et de restauration.
En septembre 1959, Lord Bagot vend Blithfield Hall lors d'une vente aux enchères ouverte tenue à Shrewsbury Arms, Rugeley. La propriété est achetée pour 12 000 £ par sa femme Nancy, Lady Bagot .
Le 6e baron meurt en 1961. En 1986, le manoir est divisé en quatre maisons distinctes. La partie principale qui comprend la Grande Salle appartient au Bagot Jewitt Trust. La famille Bagot Jewitt y réside toujours.
Chaque année, un lundi du début de septembre, les villageois des Abbots Bromley voisins visitent la maison pour interpréter la danse Abbots Bromley Horn.
Blithfield Hall est connu comme la maison d'une race de chèvre, la chèvre Bagot. La partie de la paroisse connue sous le nom de Bagot's Bromley tire son nom de la propriété familiale depuis 1360 . Bagot's Wood, les vestiges de l'ancienne forêt de Needwood tire également son nom des Bagots.